# 埃尔斯特河畔温申多夫
埃尔斯特河畔温申多夫（德語：Wünschendorf/Elster），简称温申多夫（德語：Wünschendorf，發音：[ˈvʏnʃn̩dɔʁf]），是德国图林根州格赖茨县曾经的一个市镇，面积19.5平方千米，2023年12月31日人口为2,740人。2024年1月1日，埃尔斯特河畔温申多夫与市镇埃尔斯特河畔贝尔加合并为新市镇贝尔加-温申多夫。